# Bianchi 500 M
Das Kraftrad Bianchi 500 M war ein militärisches Motorradmodell, das von den Italienischen Streitkräften genutzt wurde.

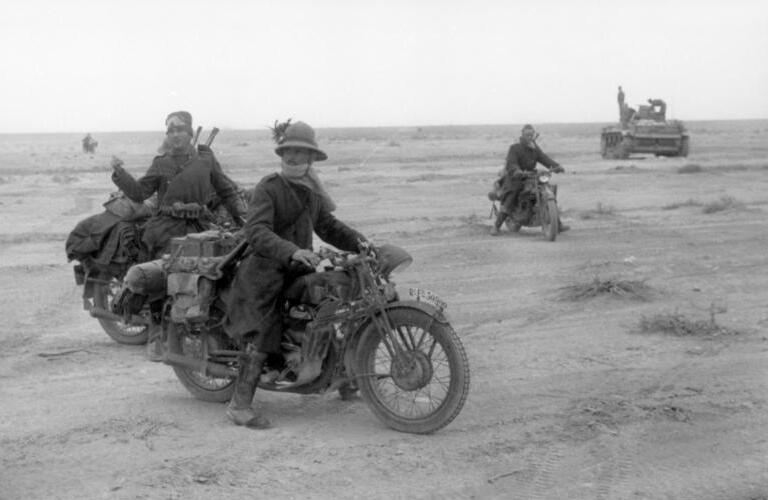
Italienische Kradfahrer in Nordafrika mit Bianchi 500 M (1941)

## Geschichte
Die Motorradproduktion von Bianchi lief von 1897 bis 1967 und umfasste neben zivilen Motorrädern auch militärische Modelle und Dreiräder. Das Mailänder Unternehmen Fabbrica Automobili e Velocipedi Edoardo Bianchi produzierte neben Automobilen Fahrräder und zivile Motorräder. Für das italienische Militär wurden wie bei etlichen italienischen Fahrzeugherstellern daraus militärische Varianten abgeleitet, die zum Teil auch in anderen Ländern wie beispielsweise beim Britischen Militär eingeführt wurden. Vorläufer der Bianchi 500 M war die Bianchi C75, die ab 1915 im Ersten Weltkrieg eingesetzt war. Die Bianchi 500 M erschien 1937 und wurde hauptsächlich während des Zweiten Weltkrieges eingesetzt, war jedoch darüber hinaus bis Mitte der 1950er Jahre in Gebrauch, was eine hohe Zuverlässigkeit der Konstruktion nahelegt. Es gab das Modell als Ein- und als Zweisitzer (monoposto/biposto). Nachfolgemodell war die Bianchi MT61, deren Merkmal ein sogenannter „Entenhalsauspuff“ ist, der zum Teil schon ab 1937 angebaut wurde und den Motorrädern eine höhere Wattiefe verlieh.
Auf dem Mailänder Automobilsalon 1938 wurde eine zivile Version des Modells 500 M vorgestellt, der jedoch wenig kommerzieller Erfolg beschieden war.

## Technik
Der Rahmen der Bianchi 500 M ist ein Doppelschleifenrahmen aus Stahlrohr mit einem oder zwei Sitzen. Die Hinterradaufhängung hatte anfangs einstellbare, scherenartig angebrachte Reibungsstoßdämpfer und später Teleskopfederung mit eingebauten Dämpfern. Das Vorderrad wird in einer Parallelogrammgabel mit Tonnenfeder geführt. Der Motor ist ein Viertakt-Einzylinder, Bohrung × Hub 82 × 94 mm, Hubraum von 498 cm³, der 9 PS bei 3200/min leistet und das Motorrad auf 75 km/h beschleunigen kann. Das Dreiganggetriebe wird mit einem Handhebel rechts am Tank betätigt. Die Kraftübertragung zum Hinterrad erfolgt per Kette. Vorn und hinten sind 19-Zoll-Drahtspeichenräder. In beide sind Halbnaben-Trommelbremsen eingebaut. Das Leergewicht des einsitzigen Motorrads betrug 185 kg, des zweisitzigen 203 kg.

## Andere Varianten
Das Modell Bianchi 500 VL (valvole laterali) ist als zivile Variante der Bianchi 500 M bekannt. Der Bezeichnungszusatz VL steht für „valvole laterali“ und bezieht sich auf die Ventile des Motors mit Seitenventil-Anordnung, die auch als SV-Ventilsteuerung bekannt ist. Das in relativ geringen Stückzahlen ausgelieferte Fahrzeug ist nahezu baugleich mit der Bianchi 500 M, wurde aber mit etlichen metallisch glänzenden Teilen ausgeliefert (poliert, verchromt oder vernickelt). Eine unbekannte Anzahl von Militärmaschinen wurde zur Zivilvariante umgerüstet. Die Bianchi 500 VL ist für Beiwagenbetrieb geeignet. Die Beiwagen werden auf der linken Seite des Motorrades angebracht; die Originalbeiwagen haben eine charakteristische, spitze Form am Bug (Front der Beiwagenboote).
Das 1941 erschienene Dreiradfahrzeug Bianchi Supermil 500 MCU (MotoCarro Unificato) hat mit der Bianchi 500 M keine erkennbaren technischen Gemeinsamkeiten. Das Fahrzeug ähnelt eher den Dreiradbaureihen von Moto-Guzzi, die als Moto-Guzzi Trialce oder auch als Moto Guzzi Ercole bekannt wurden.
Das Modell Bianchi 500 GP wurde beim Grand-Prix-Motorradrennen von 1964 eingesetzt. Es war eines der letzten Motorräder, das von Bianchi vor dem Auslaufen der Motorradproduktion entwickelt wurde. Das Fahrzeug hat einen Zweizylindermotor und keine technischen Gemeinsamkeiten mit der Bianchi 500 M.